# Фуад Синиора
Фуад Синиора (на арабски: فؤاد السنيورة) е ливански политик. Министър-председател на Ливан от 19 юли 2005 г., когато наследява Наджиб Микати.
Роден е в сунитско семейство в Сидон през 1943 година. Завършва бизнес в Американския университет в Бейрут, където е преподавател през 70-те години. Работи в различни банки и след гражданската война заема длъжността министър на финансите за известно време.